# Tomáš Burian
Tomáš Burian (5. června 1802 Praha – 22. ledna 1874 Vídeňské Nové Město) byl český důstojník rakouské armády, učitel češtiny na vojenské škole, autor a překladatel učebnic a příruček, spolutvůrce českého vojenského názvosloví.

## Život a vojenská služba
Narodil se ve Spálené ulici v Praze bývalému rolníku ze Skočic u Přeštic Lukáši Burianovi. Otec byl původně vojákem, ale ze služby ho vyplatil jeho přítel a nadřízený, Jan Jeník z Bratřic. Tomáš se dobře učil a zajímal se o českou literaturu, ale již jako dítě ztratil oba rodiče a na studium neměl peníze. Aby se uživil, nechal se 16. listopadu 1816 odvést “bez kapitulace” (tj. doživotně) k 5. dělostřeleckému praporu, který v té době pobýval na Malé Straně. Pro nadaného chlapce to znamenalo nepříjemný pobyt mezi nevzdělaným, často opilým mužstvem a pod bezohlednými, surovými veliteli.
Roku 1818 se 5. prapor přesunul do Terezína a Burian, vzhledem ke svému nadání, se stal učitelem v setninné škole. Na jaře 1819 jej převeleli do Pešti, aby mohl studovat v plukovní škole. Roku 1820 si ho všiml velitel, plukovník Kristian Kinský, a nabídl mu povýšení na desátníka. Burian to ale odmítl, protože by si tím uzavřel další kariéru. Na plukovníka to udělalo dojem. Roku 1821 byl Burian přijat na vyšší dělostřelecké učení do Vídně. Byla to škola na vysoké úrovni – vyučovala se tam i matematika, dějepis, zeměpis a kreslení. Šest let, které tam Burian strávil, pro něj bylo velmi přínosných. Mohl chodit do divadla, číst knihy, navštěvovat přednášky o fyzice a dalších vědách a stýkat se se Slovany. K lidem, s nimiž se ve Vídni spřátelil, patřili politik František August Brauner, moravský právník Jan Dvořáček, lékaři Josef Podlipský a František Cyril Kampelík. Během studia rovněž služebně postupoval; stal se z něj ohněstrůjce (Feuerwerker) a nadohněstrůjce (Ober-Feuerwerker).
V září 1830 mu Matěj Milota Zdirad Polák nabídl místo učitele češtiny na Tereziánské vojenské akademii ve Vídeňském Novém Městě. O přijetí této nabídky dlouho váhal, protože nechtěl ukončit slibnou a dosud velmi rychlou kariéru u dělostřelectva. Nakonec si dal jako podmínku, že před nástupem musí být povýšen na poručíka. Splnění této žádosti trvalo dlouho, ale 10. dubna 1831 byl rozhodnutím císaře Františka I. povýšen do požadované hodnosti a od května téhož roku již působil na akademii. Bylo to náročné povolání, protože zahrnovalo povinnost dohlížet na dodržování kázně ve velké skupině 12–18letých. Postupně byl dál povyšován, nakonec až na majora 12. září 1851. Mimo to byl určitou dobu i velitelem setniny, velitelem chovanecké nemocnice a ekonomickým dozorcem. Roku 1851 protestoval proti omezování výuky národních jazyků, zejména češtiny, která měla ustoupit francouzštině. K jeho žákům patřili např. Karel Drahotín Villani, Emanuel Salomon Friedberg-Mírohorský, Emerich Polák a Alexis Polák (synové Miloty Zdirada) i chorvatský básník Petar Preradović. Češtinu společně s ním učil mimo jiné Moric Fialka.
Roku 1857 odešel do důchodu. Do jeho domu ve Vídeňském Novém Městě za ním přijížděli např. František Palacký, Ján Kollár, Ljudevit Gaj (chorvatský politik), Ľudovít Štúr, Václav Alois Šembera, František Antonín Rybička, Karel Sladkovský, Karel Slavoj Amerling a další. Získal si i důvěru místních Němců, kteří ho roku 1861 zvolili na tři roky do městské rady. V letech 1835–36 tam také založil český čtenářský spolek. Zemřel ve Vídeňském Novém Městě 22. ledna 1874 v 10 hodin dopoledne.
Měl čtyři syny, kteří se rovněž dali na vojenskou službu. Jeden z nich padl v bitvě u Hradce Králové roku 1866.

## Dílo
Tomáš Burian se snažil o rozšíření a zkvalitnění češtiny v rakouské armádě. Česky psaných vojenských publikací bylo v té době minimum a jejich autoři a překladatelé, včetně významných jazykovědců jako Václav Hanka nebo Jan Nejedlý, se potýkali s problémem, jak co nejlépe přeložit odborné názvy. Burian se proto pokusil vytvořit českou vojenskou terminologii. Základem mu byla Sedláčkova Geometrie čili základové měřictví, Thámův česko-německý a německo-český slovník, Dobrovského mluvnice a Hankův pravopis. Přitom se proslavil tak, že např. Josef Jungmann ho pokládal za autoritu v oboru vojenské terminologie.
K Burianovým samostatným dílům patří:
- Ausführliches theoretisch-praktisches Lehrbuch der böhmischen Sprache für Deutsche (poprvé 1839, s několika dalšími upravenými vydáními). Používala se jako učebnice češtiny do roku 1870. V předmluvě uvedl důvod vzniku této práce: Z vojáků rakouské armády více než polovina pocházela ze slovanských národů. Pokud budou důstojníci znát jazyk svých podřízených, posílí se jejich autorita a tim i bojeschopnost armády.
- Předpis služby pro sprostého vojáka, svobodníka a bubeníka cís. král. pěchoty (1834)
- Cvičení se ve zbrani jednotlivých vojáků, řad a zdělků c. k. pěchoty (1835)
- Předpis služby sprostého vojáka, desátníka, sedláře, kováře a trubače při cís. král. jízdě (1836)
- Malá chrestomatie (1844), tj. výbor z četby [3]

Psal také články do časopisů o vojenství a historii (Časopis českého musea, Květy); pro Lumír napsal cyklus příběhů Pomněnky ze staré Prahy.